# ホットメルト接着剤
ホットメルト接着剤（ホットメルトせっちゃくざい）とは、熱（80 - 100℃）をかけて融かして接着させる接着剤。ホットボンドとも呼ばれる。
材質としては、エチレン酢酸ビニル (EVA) のような熱可塑性プラスチックが用いられる。硬化が早く、溶剤を使っていない。しかし、加熱中は絶えず気化し続けるので、換気しなければ呼吸器系などに影響する恐れがある。
段ボールの接着や書籍の背表紙、電子部品の固定など工業用に多用されている。熱で溶かし冷やして固めるため、温度が高くなる場所には不向きであり、熱で溶解する発泡スチロールなどの物品には使えない。また、ツルツルした面に使用すると十分な接着力が得られないことがある。

## 種類

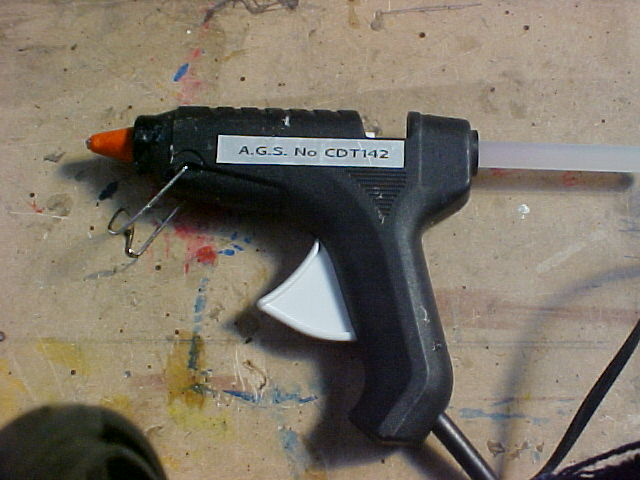
グルーガンとホットメルト接着剤

ホットメルト接着剤には、スティック（棒）状のもの、ペレット（粒）状のもの、シート状のものがある。
スティック状のものを使用するためのツールをグルーガン（英: Glue-gun、糊の銃の意）、あるいはホットガンといい、直径11 mmのものと7 mmがある。接着剤そのものは常温では固体である。グルーガンは、ホットメルト接着剤を熱するためのヒーターが仕込まれている。熱源はAC電源、DC電源、電池、ガス、オイルなどが存在する。さらに、接着剤をヒーターで接触加熱するタイプと、熱風を放出するタイプに分けられる。グルーガン内に蓄熱し、コンセントを抜いたまましばらく使用できる製品もある。グルーガン以外にも、はんだごてやライターでも融解できる。また、簡易的な板金にも使用されることがある。
ペレット状としては、多量に使う場合にまとめて融解し、アプリケータ（ポンプ）で吐出口まで送られる。ビード吐出以外に、圧縮空気によりスプレーされることもある。
シート状の例としては、ズボンの裾上げテープがあり、この場合はアイロンで加熱される。